# Hardturm
Hardturm was een voetbalstadion in het Zwitserse Zürich. Het was de thuishaven van Grasshopper Club Zürich en er werden vijf wedstrijden voor het wereldkampioenschap voetbal van 1954 gespeeld. Eind 2008 werd aangevangen met de sloop van Hardturm.
Tijdens de constructie van het nieuwe Letzigrund moest Grasshoppers Club Zürich in 2006-07 zijn stadion delen met rivaal FC Zürich, tot ongenoegen van de Grasshopperfans. Toen de herbouw van Letzigrund voltooid was, verhuisde Grasshoppers naar het stadion van zijn rivaal. Het Hardturmstadion sloot zijn deuren in september 2007 en zou plaatsmaken voor het nieuwe 'stadion Zürich'; het plan voor dit stadion werd evenwel niet gerealiseerd. Letzigrund is derhalve sinds 2007 het thuisstadion van beide clubs.
Bij de opening in 1929 had het stadion een capaciteit voor 27.500 toeschouwers. Na verscheidene verbouwingen bedroeg de capaciteit 38.000 in 1986, ten tijde van de 100ste verjaardag van Grasshoppers. Het laatste seizoen konden 17.666 toeschouwers de thuiswedstrijden bijwonen. Voor internationale wedstrijden werden de staanplaatsen vervangen door zitjes en werd de capaciteit teruggeschroefd tot 16.000.

## Interlands
| №  | Datum        | Wedstrijd                      | Uitslag | Competitie             | Toeschouwers |
| -- | ------------ | ------------------------------ | ------- | ---------------------- | ------------ |
| 1. | 16 juni 1954 | Oostenrijk – Schotland         | 1 – 0   | WK 1954 Groepsfase (C) | 30.000       |
| 2. | 17 juni 1954 | Hongarije – Zuid-Korea         | 9 – 0   | WK 1954 Groepsfase (B) | 18.000       |
| 3. | 19 juni 1954 | Oostenrijk – Tsjecho-Slowakije | 5 – 0   | WK 1954 Groepsfase (C) | 25.000       |
| 4. | 23 juni 1954 | West-Duitsland – Turkije       | 7 – 2   | WK 1954 Groepsfase (B) | 18.000       |
| 5. | 3 juli 1954  | Uruguay – Oostenrijk           | 1 – 3   | WK 1954 Troostfinale   | 35.000       |

St. Jakob-Park (Bazel) · Wankdorf (Bern) · Stade des Charmilles (Genève) · Stade Olympique de la Pontaise (Lausanne) · Stadio di Cornaredo (Lugano) · Hardturm (Zürich)
- Gemeinsame Normdatei: 4847613-4
- MusicBrainz: 43810647-419b-4c99-82f1-74aa6bf8acf8
- Virtual International Authority File: 245864547